# Garfield (Kansas)
Garfield è un comune (city) degli Stati Uniti d'America della contea di Pawnee nello Stato del Kansas. La popolazione era di 190 persone al censimento del 2010.

## Geografia fisica
Garfield è situata a 38°04′35″N 99°14′42″W (38.076310, -99.244994).
Secondo lo United States Census Bureau, ha un'area totale di 0.54 miglia quadrate (1.40 km²).

## Storia
Garfield prende il nome da James A. Garfield, il 20º presidente degli Stati Uniti d'America.
Il primo ufficio postale a Garfield fu creato nel 1873.

## Società

### Evoluzione demografica
Secondo il censimento del 2010, c'erano 190 persone.

### Etnie e minoranze straniere
Secondo il censimento del 2010, la composizione etnica della città era formata dal 92,6% di bianchi, il 2,1% di nativi americani, e il 5,3% di due o più etnie. Ispanici o latinos di qualunque razza erano il 6,8% della popolazione.